# Bettancourt-la-Longue
Bettancourt-la-Longue é uma comuna francesa na região administrativa do Grande Leste, no departamento de Marne. Estende-se por uma área de 6.09 km², e possui 77 habitantes, segundo o censo de 2018, com uma densidade de 13 hab/km².